# Yngve von Schmidten
Yngve von Schmidten, född 3 december 1877 i Helsingborg, död där 25 juni 1953, var en svensk journalist och diktare. Han skrev framför allt om Österlen. 
Yngve von Schmidten tog studenten i Lund 1898 och blev sen filosofie licentiat år 1909. Han skrev i tidningar i Lund och arbetade senare på Helsingborgs Posten och Helsingborgs Dagblad samt startade en konstförening i Helsingborg.
Han var runt 1915 förlovad med Ebba Orstadius och hennes brev till honom finns bevarade i Helsingborgs museums arkiv tillsammans med övrigt
material från hans dödsbo.